# بيغ بيرت
بيغ بيرت (بالإنجليزية: Big Bert)‏ هو منتج أسطوانات وكاتب أغاني أمريكي، ولد في 11 فبراير 1979.

## وصلات خارجية
- الموقع الرسمي